# Heinz Wimmer (Psychologe)
Heinz Wimmer (* 26. Juni 1946 in Sierning) ist ein österreichischer Psychologe und emeritierter Universitätsprofessor, der zuletzt am Zentrum für Neurokognitive Forschung der Universität Salzburg gearbeitet hatte.

## Leben
Heinz Wimmer wurde als Sohn von Josef und Leopoldine Wimmer in Oberösterreich geboren. 1960 bis 1965 besuchte er die Bundeslehrerbildungsanstalt in Linz, die er mit der Matura abschloss. 1965 bis 1968 war er Lehrer im öffentlichen Schuldienst und legte die Lehrbefähigungsprüfung für Volksschulen ab. Nach Ableistung des Präsenzdienstes beim Österreichischen Bundesheer immatrikulierte er im Studienjahr 1969/70 an der Universität Salzburg und studierte die Fächer Psychologie und Soziologie. 1974 promovierte er an der Universität Salzburg mit der Arbeit „Soziale Schicht und kognitive Merkmale bei Vorschulkindern“. Danach nahm er eine Assistentenstelle am dortigen Institut für Psychologie an. 1978/79 arbeitete er als Postdoctoral Fellow am Institute of Child Development der University of Minnesota. 1982 erfolgte die Habilitation in Salzburg. 1984/85 verbrachte er als Humboldt Research Fellow am Max-Planck-Institut für Psychologische Forschung in München. 1990 war er Visiting Scholar and Fellow an dem Wolfson College der University of Oxford, 1993 nahm er eine Stelle als Visiting Professor an der Cognitive Development Unit des Medical Research Council in London ein. Danach war er Professor für Entwicklungspsychologie in Salzburg. 2004 gründete er an der Universität Salzburg das Zentrum für Neurokognitive Forschung (= Center for Cognitive Neuroscience).

## Forschungsschwerpunkte
Seine wissenschaftlichen Arbeiten stammen aus den Bereichen Pädagogische Psychologie, Entwicklungspsychologie und Kognitive Psychologie.
Gemeinsam mit Josef Perner begründete er in experimentellen Studien die Theory of Mind, nach der bereits kleine Kinder eine Vorstellung davon entwickeln, dass menschliche Individuen Wesen mit Gedanken, Gefühlen und Absichten sind, dass sie die Perspektive anderer einnehmen können und auf den Wissensstand eines anderen reagieren können. Grundlegend waren auch seine Arbeiten zum Lügenverständnis von Kindern.
Ein weiterer Schwerpunkt seiner Arbeit ist die Neurokognition des Lesens und der Lese- und Rechtschreibstörung. Seine Arbeiten reichen von grundlegenden diagnostische Verfahren in diesem Bereich, wie z. B. das Salzburger Lesescreening 5-8 oder das Salzburger Lese-Screening für die Schulstufen 2 – 9, bis hin zu Voxel-basierten morphometrischen Studien über strukturelle Abnormitäten des dyslektische Gehirns.

## Werke
- gem. m. Heinz Mayringer: SLS 2 - 9 Salzburger Lese-Screening für die Schulstufen 2 – 9. Verlag Hans Huber, Bern 2014.
- gem. m. Meinrad Perrez und Beate Minsel: Was Eltern wissen sollten. Eine psychologische Schule für Eltern, Lehrer und Erzieher. Verlag Pawlak, Herrsching am Ammersee 1992, ISBN 978-3-88199-908-3.
  - gem. m. Meinrad Perrez und Beate Minsel: Ce que les parents devraient savoir: une école psychologique pour les parents, enseignants et éducateurs. Éd. Labor, Bruxelles 1990, ISBN 2-8040-0519-4.
  - gem. m. Meinrad Perrez und Beate Minsel: Ka̜ turėtu̜ žinoti tėvai. Šviesa (Mokslo populiarinimo leidinys), Kaunas 1990, ISBN 5-430-00561-4.
- Zur Entwicklung des Verstehens von Erzählungen. Verlag Hans Huber, Bern 1982, ISBN 978-3-456-81175-8.
- gem. m. Josef Perner: Kognitionspsychologie. Eine Einführung. Kohlhammer Verlag, Stuttgart 1979, ISBN 978-3-17-004931-4.
  - gem. m. Josef Perner: Psicologia della Cognizione come psicologia generale. Città Nuova, Roma 1988.
- gem. m. Meinrad Perrez und Beate Minsel: Eltern-Verhaltenstraining. (3. Auflage). Otto Müller Verlag, Salzburg 1977, ISBN 978-3-7013-0498-1.
- Soziale Schicht und kognitive Merkmale bei Vorschulkindern. Verlag Ketterl, Wien 1975.
- gem. m. Karin Landerl und Ewald Moser: SLRT: Salzburger Lese- und Rechtschreibtest; Verfahren zur Differentialdiagnose von Störungen des Lesens und Schreibens für die 1. bis 4. Schulstufe. Huber Verlag, Bern 1997, ISBN 978-3-456-82888-6.